# Oskar von Xylander
Oskar Ritter und Edler von Xylander (16 de enero de 1856 - 22 de mayo de 1940) fue un General de Infantería bávaro, finalmente al mando del I Cuerpo Real Bávaro hasta su retiro en 1918.

## Biografía

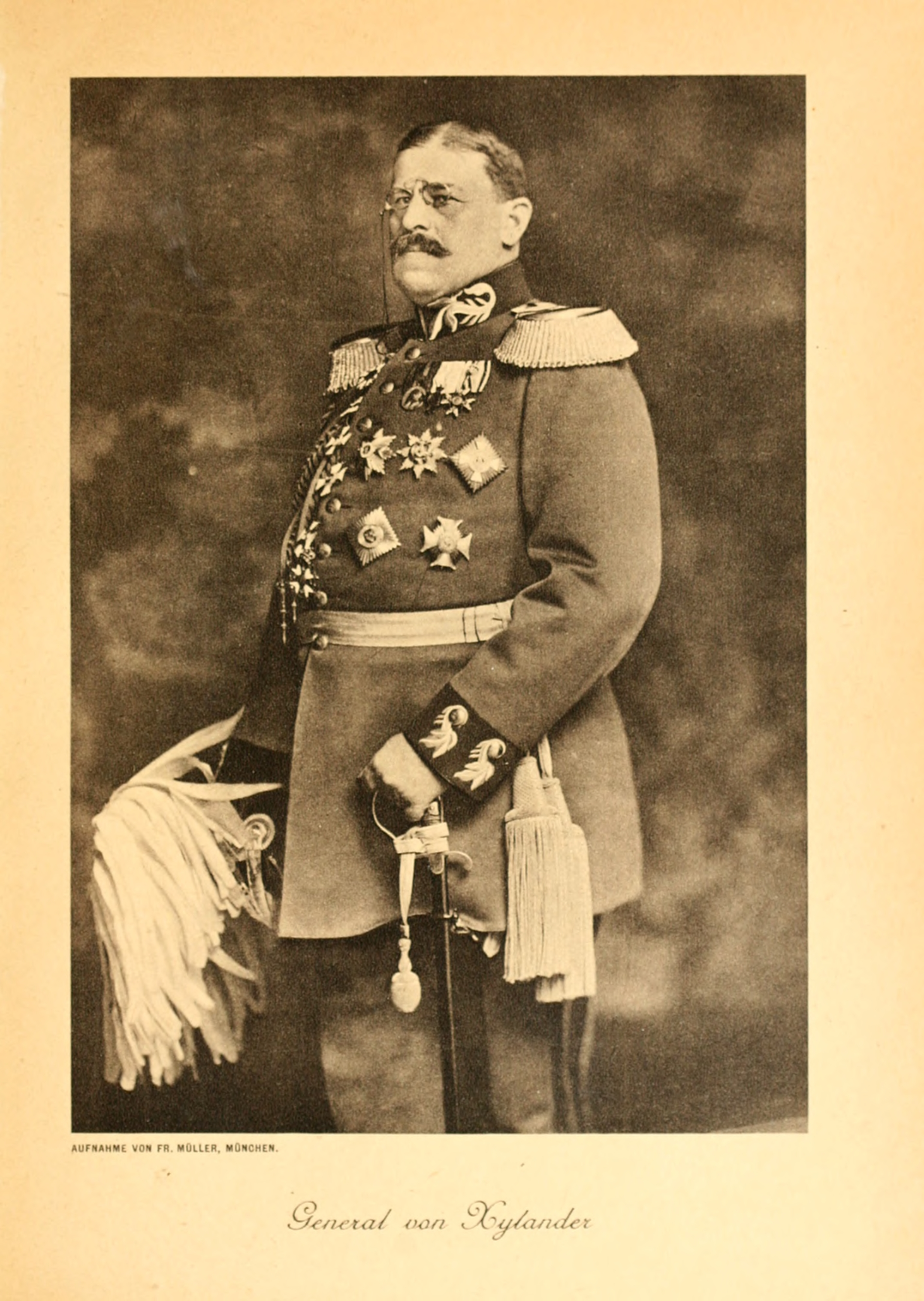
General von Xylander

Von Xylander nació en Maguncia, hijo del Hauptmann Otto Ritter und Edler von Xylander y de su esposa Rosalia, nacida Wagenseil. Se unió al Ejército bávaro como oficial aspirante en el 1.º Regimiento de Infantería Bávaro del "Rey" el 21 de septiembre de 1874 y pasó a ser Fähnrich el 17 de marzo de 1875. En 1876 fue ascendido a teniente segundo. El 25 de noviembre de 1878 se casó con Wilhelmine, nacida Jung. La pareja tuvo tres hijos varones y tres hijas. Después de 1885 asistió a la academia de guerra en Múnich, pasó a teniente primero en 1886, y fue adjunto del Mando de Distrito de Múnich entre 1889 y 1890. En 1890 pasó a ser comandante de compañía en el regimiento, fue promovido a Hauptmann en 1891, y después de septiembre de 1893 se convirtió en oficial del estado mayor general.
Con el rango de mayor fue transferido a la 3.ª División en noviembre de 1897. Después fue comandante de batallón en el Regimiento de Infantería Real Bávaro de la Guardia desde el fin de octubre de 1898 hasta febrero de 1899. En marzo de 1901 fue promovido a Oberstleutnant. Desde agosto de 1901 hasta marzo de 1904 fue jefe de departamento en el Estado Mayor del Ejército, desde mayo de 1903 con el rango de Oberst, después comandante del 1.º Regimiento de Infantería del "Rey" hasta septiembre de 1905, antes de ser director de la Academia de Guerra y de la Escuela de Artillería e Ingeniería en Múnich desde el 29 de septiembre de 1905 hasta el 29 de diciembre de 1907. Mientras fue director de la Academia de Guerra, fue ascendido mayor general en abril de 1906.
En los años siguientes fue comandante de la 9.ª Brigada de Infantería desde diciembre de 1907 hasta noviembre de 1908, Jefe de Estado Mayor General e inspector de instituciones de entrenamiento militar desde noviembre de 1908 hasta abril de 1912 (promovido a teniente general en marzo de 1910), y comandante divisional de la 6.ª División Bávara entre abril de 1912 y marzo de 1913, antes de tomar el mando del I Cuerpo Bávaro, con el rango de General de Infantería a partir de marzo de 1913.
Por sus méritos fue múltiplemente condecorado. Dos décadas después de su retiro, en el Tercer Reich, se convirtió en Gran Canciller (Grosskanzler) de la Orden Militar de Max Joseph desde el 15 de mayo de 1933 hasta su muerte el 22 de mayo de 1940. Murió en Múnich.

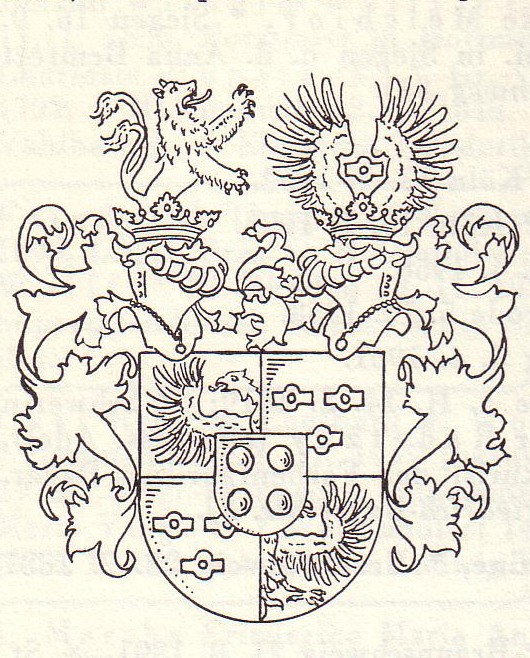
Escudo de armas familiar de Edler und Ritter von Xylander, 1792.

## Condecoraciones
- Cruz de Caballero de la Orden Militar de Max Joseph (10 de agosto de 1914)
- Pour le Mérite (20 de agosto de 1916)
- Gran Cruz de la Orden del Mérito Militar con Corona y Espadas (Baviera, 19 de junio de 1918)